# ダリル・チャピン
ダリル・マスコット・チャピン（Daryl Muscott Chapin、1906年7月21日 - 1995年1月19日）は、アメリカ合衆国の物理学者。
ベル研究所に勤務していた1954年に、カルビン・フラー、ジェラルド・ピアソンとともに太陽電池を共同発明したことで知られている。この功績により、2008年に全米発明家殿堂入りを果たしている。
また、太陽電池発明の過程で開発した、トランジスタ製造過程で使われるガス拡散法を考案したことでも知られる。

## 生いたち・教育
1906年7月21日にワシントン州エレンズバーグで生まれたが、幼少期はオレゴン州セーラムで過ごした。その後、ウィラメット大学で学士、さらにワシントン大学で修士を取得した。1930年にAT&Tに入社する前は、オレゴン州立大学で1年間、物理学の講師を務めた。

## 太陽電池とガス拡散法の開発
太陽電池を研究する前は、磁性材料の研究をしていた。熱帯地方など湿度の高い地域で、乾電池では信頼性の低い遠隔電話システムの電源を研究する中で、熱電発電や小型蒸気機関などの代替案を検討した後、エネルギー源として太陽光発電を研究することにした。当初はセレンを研究していたが、光電変換効率が低すぎて1平方メートルあたり4.9ワット程度だった。
同じ頃、ピアソンとフラーは、不純物を導入して半導体の性質を変える研究を行っていた。彼らは、ガリウムを添加したシリコンを約500℃のリチウムに浸してp-n接合を作り、太陽光に当てるとp-nのそれぞれに接続した両極間に電流が発生することを発見した。ピアソンはこの発見をチャピンに伝え、材料を変更するよう促し、1年後の1954年4月25日に機能的な太陽電池が実証された。この太陽電池は1平方メートルあたり約60ワット、効率6％の電力を供給し、「太陽エネルギー変換装置」として特許を取得した。
ニューヨーク・タイムズ紙は、この発見を「新時代の幕開けであり、人類の最も大切な夢の1つである、ほぼ無限の太陽のエネルギーを文明のために利用することの実現につながるかもしれない」と1面で報道し、大きな注目を集めた。当初は、トランジスタラジオのような小型の電子機器に使われる程度で、まだコストが高いため、大きな商品化には至らなかった。しかし、米国国防総省はこの技術を人工衛星に利用することを見出し、1958年に初の太陽発電衛星であるバンガード1号を打ち上げた。
この発見により、チャピンは1956年に母校のウィラメット大学から名誉博士号を、フィラデルフィア市からジョン・スコット・メダルを授与された。1959年には、太陽電池の実験を簡略化し、全米の高校生が行うまでになった。コストを下げるため、多結晶シリコンで実験したが、単結晶の効率を再現することはできなかった。1995年1月19日、フロリダ州ネープルズの自宅で88歳で死去。死後、2008年に2人の同僚とともに全米発明家殿堂入りを果たした。